# Pilea solandri
Pilea solandri är en nässelväxtart som först beskrevs av Seemann, och fick sitt nu gällande namn av Florence. Pilea solandri ingår i släktet pileor, och familjen nässelväxter. Inga underarter finns listade i Catalogue of Life.